# Walther Nernst
Walther Hermann Nernst Görbitz (Briesen, Prusia, 25 de junio de 1864 - Ober-Zibelle, Alemania, 18 de noviembre de 1941), fue un físico y químico alemán, premio Nobel de Química en 1920 por sus teorías sobre el cálculo de la afinidad química como parte de la tercera ley de la termodinámica.

## Biografía
Nacido en la Prusia occidental, se consideraba alemán, aunque de madre polaca.
Estudió en las universidades de Zúrich, Berlín, Graz y Wurzburgo. Tras trabajar algún tiempo en Leipzig, desde 1891 ejerció como profesor de física en la Universidad de Gotinga, en donde, en 1895, fundó el Instituto de Química, Física y Electroquímica.
Posteriormente, en 1905 se trasladó a la Universidad Humboldt de Berlín como profesor y director del Instituto de Química Física. En 1922 fue nombrado presidente del Instituto Fisicotécnico de Berlín-Charlottenburg, cargo que dejó en 1933. Desde entonces se dedicó al estudio de la electroacústica y astrofísica.

## Investigaciones científicas

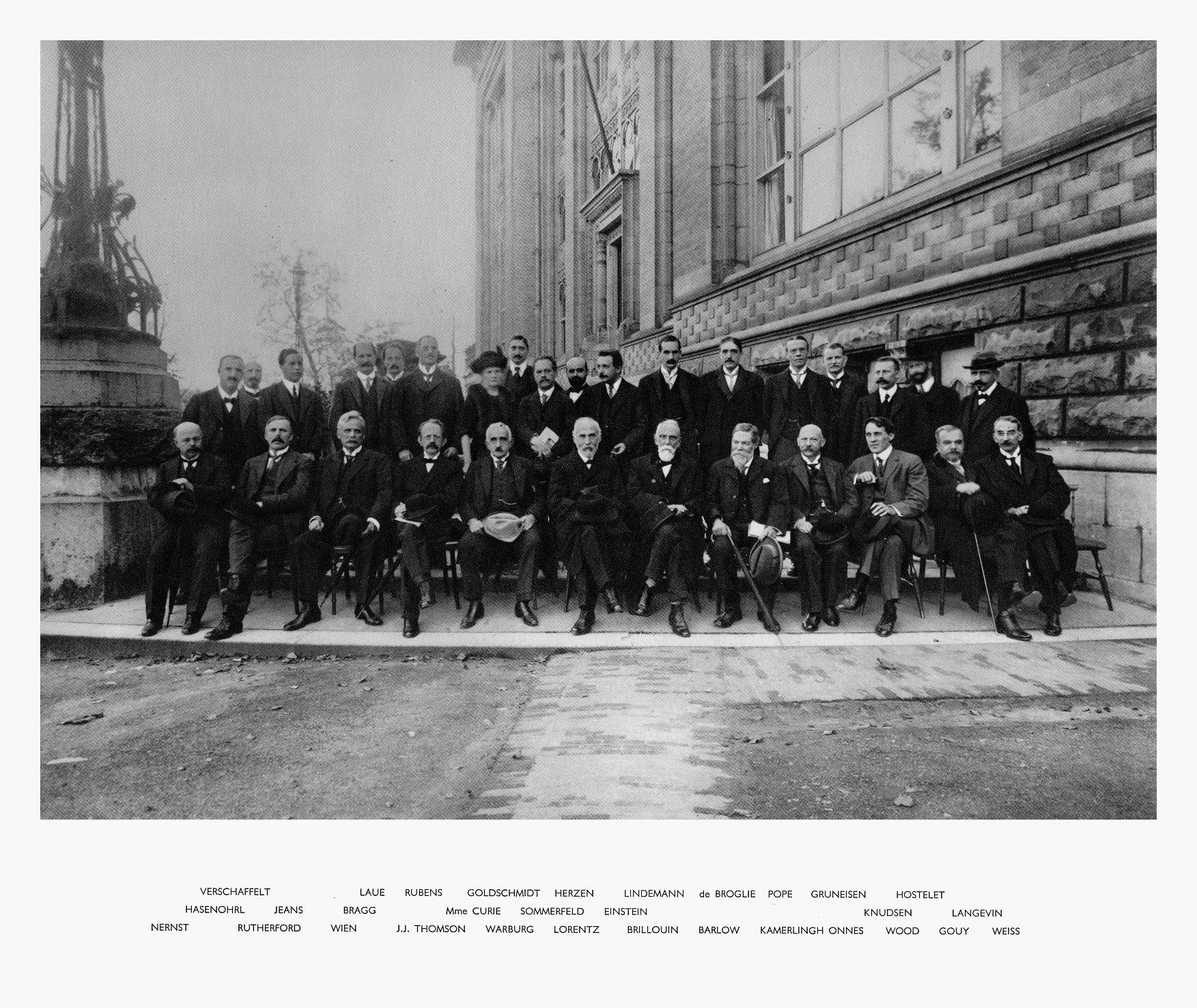
Segunda Conferencia Solvay (1913), conferencias promovidas por Nernst Görbitz y Max Planck. Podemos ver a Nernst, situado el primero por la izquierda de la primera fila, sentado al lado de Ernest Rutherford

Sus trabajos ayudaron a establecer la moderna físico-química. Trabajó en los campos de la electroquímica, termodinámica, química del estado sólido y fotoquímica. Sus descubrimientos incluyen la ecuación de Nernst.
Desarrolló el llamado "teorema del calor", según el cual la entropía de una materia tiende a anularse cuando su temperatura se aproxima al cero absoluto, y que constituye el tercer principio de la termodinámica. Recibió el premio Nobel de Química, premio que fue anunciado el 10 de noviembre de 1920 y entregado aquel mismo año.
Desarrolló también una teoría osmótica para explicar y determinar el potencial de los electrodos de una pila de concentración y formuló la ley de distribución de una materia entre dos fases dadas.
Inventó la llamada lámpara de Nernst, cuyo filamento (constituido por óxidos de circonio e itrio) se hace conductor al calentarse, pudiendo alcanzar temperaturas superiores en más de 1000 °C a las de otras lámparas, más eficaz que las antiguas lámparas de arco de carbón y que suele emplearse como fuente de rayos infrarrojos.
A partir de 1933 se dedicó al estudio de la electroacústica y la astrofísica, inventó una microbalanza, así como un piano eléctrico en colaboración con las compañías Bechstein y Siemens, y en el que utilizó amplificadores de radio.

## Principales reconocimientos
- Premio Nobel de Química en 1920.[1]
- Miembro póstumo de la Royal Society en 1942.[2]
- El cráter lunar Nernst lleva este nombre en su memoria.[3]
- En su honor se bautizó al asteroide (24748) Nernst descubierto el 26 de septiembre de 1992 por Freimut Börngen y Lutz D. Schmadel.[4]